# Стрільбицький Любомир Володимирович
Стрельбицький Любомир Володимирович (* 29 червня 1950 р., м. Борислав) — викладач Львівського національного медичного університету ім.
Д. Галицького. Відмінник освіти і науки України, доцент кафедри фізичної реабілітації, спортивної медицини, фізичного виховання і валеології. Вихованець тренера зі стрільби з лука Тараса Бандери. Походить з роду Стрільбицьких.
Віце-президент і старший тренер спортивного стрілецького клубу «Медін» при Львівському національному медичному університеті ім. Д.Галицького.
Народився у м. Борислав Львівської області. Навчався у СШ № 1 та у музичній школі.
- 1976 — Закінчив Львівський інститут фізкультури.

## Спортивні досягнення
- Майстер спорту міжнародного класу зі стрільби з лука;
- перший чемпіон Європи в СРСР, бронзовий призер Першості Європи 1970 р., чемпіон СРСР; чемпіон України.
- Заслужений тренер України (1985). Старший тренер команди збройних сил СРСР. Полковник запасу.
- суддя національної категорії, відмінник освіти України (2007).